# Головин, Василий Петрович
Васи́лий Петро́вич Голови́н (ум. 12 января 1612) — русский военный и государственный деятель, стольник (1577), воевода, казначей (1605), окольничий (1605/1606), боярин (1608/1609), второй из восьми сыновей окольничего и воеводы Петра Петровича Головина от брака с А. И. Поджогиной.

## Биография
В 1565 году Василий Петрович Головин был направлен в поход на Великое княжество Литовское третьим головой в большом полку под командованием боярина и воеводы князя Ивана Фёдоровича Мстиславского. В июле 1577 года был оставлен на год вторым воеводой во Владимирце.
В конце 1584 года (в результате интриги, затеянной боярином Борисом Годуновым, попал в царскую опалу, был вместе с другими Головиными отправлен в ссылку. В 1599 году находился на воеводстве «в Новом городе на Верхотурье». В 1601-1602 годах — воевода в Уржуме, откуда вернулся только при Лжедмитрии I (1605), который вначале назначил его казначеем, затем пожаловал в окольничие, а вскоре возвёл в боярское достоинство, не признанное царём Василием Шуйским, сменившим (1606) на престоле самозванца. Только в 1608/1609 году царь Василий Шуйский пожаловал Василия Петровича Головина в бояре, поставив его во главе центрального финансового учреждения в должности казначея.
12 января 1612 года(по Токмакову — 10 января 1611) боярин Василий Петрович Головин скончался, приняв монашество под именем Вассиана. Был похоронен в Симоновом монастыре, там же была похоронена его жена Ульяна (в монашестве Елена Схимница).
Оставил от брака с У.Б. Сабуровой двух сыновей: Семёна и Ивана Королька, а также дочь Анастасию, выданную замуж за князя Михаила Васильевича Скопина-Шуйского.